# رادنتاین
رادنتاین (به آلمانی: Radenthein) یک شهر در اتریش است که در ناحیه اشپیتال آن در دراو واقع شده‌است. رادنتاین ۶٬۶۲۰ نفر جمعیت دارد.

## خواهرخوانده
شهر شرندورف خواهرخواندهٔ رادنتاین هست.